# クリスマス・イン・ザ・ハート
『クリスマス・イン・ザ・ハート』（英: Christmas in the Heart）は、2009年にリリースされたボブ・ディラン34作目のスタジオ・アルバム。聖歌、キャロル、クリスマス・ソングのスタンダード曲を歌ったクリスマス・アルバムで、本作発売におけるディランの印税はすべて国際的な慈善機関に寄付される。
ビルボードのホリデイ・アルバム・チャートで1位、フォーク・アルバム・チャートで1位、ロック・アルバム・チャートで10位、総合ビルボード200で23位、全英アルバム・チャートで40位、日本のオリコンで92位を記録した。

## 収録曲
1. サンタクロースがやってくる - Here Comes Santa Claus – 2:35
  - 作詞・作曲: ジーン・オートリー（Gene Autry）、Oakley Haldeman
2. ドゥ・ユー・ヒア・ホワット・アイ・ヒア - Do You Hear What I Hear? – 3:02
  - 作詞: ノエル・リグニー（Noël Regney）、作曲: グロリア・シェイン・ベイカー（Gloria Shayne Baker）
3. ウィンター・ワンダーランド - Winter Wonderland – 1:52
  - 作詞: リチャード・スミス（Richard B. Smith）、作曲: フェリックス・バーナード（Felix Bernard）
4. 天には栄え - Hark The Herald Angels Sing – 2:30
  - トラディショナル、編曲: ディラン
5. クリスマスを我が家で - I'll Be Home For Christmas – 2:54
  - 作詞: キム・ギャノン（Kim Gannon）、バック・ラム（Buck Ram）、作曲: ウォルター・ケント（Walter Kent）
6. リトル・ドラマー・ボーイ - Little Drummer Boy – 2:52
  - 作詞・作曲: キャスリーン・K・デイヴィス（Katherine K. Davis）、ヘンリー・オノラティ、ハリー・シメオネ（Harry Simeone）
7. クリスマス・ブルース - The Christmas Blues – 2:54
  - 作詞・作曲: サミー・カーン、David Jack Holt
8. 神の御子は今宵しも - O' Come All Ye Faithful ("Adeste Fideles") – 2:48
  - トラディショナル、編曲: ディラン
9. あなたに楽しいクリスマスを - Have Yourself a Merry Little Christmas – 4:06
  - 作詞・作曲: Ralph Blane、ヒュー・マーティン（Hugh Martin）
10. マスト・ビー・サンタ - Must Be Santa – 2:48
  - 作詞・作曲: ウィリアム・フレデリックス、ハル・ムーア
11. シルバー・ベルズ - Silver Bells – 2:35
  - 作詞・作曲: レイ・エバンズ、ジェイ・リビングストン
12. 牧人 羊を - The First Noel – 2:30
  - トラディショナル、編曲: ディラン
13. クリスマス・アイランド - Christmas Island – 2:27
  - 作詞・作曲: ライル・モレイン（Lyle Moraine）
14. ザ・クリスマス・ソング - The Christmas Song – 3:56
  - 作詞・作曲: メル・トーメ、Bob Wells
15. ああベツレヘムよ - O Little Town of Bethlehem – 2:17
  - トラディショナル、編曲: ディラン

## パーソネル

### バンド
- ボブ・ディラン - ギター、キーボード、ボーカル、ハーモニカ
- トニー・ガーニエ（Tony Garnier） - ベース・ギター
- フィル・アップチャーチ（Phil Upchurch） - ギター、マンドリン
- パトリック・ウォーレン - ピアノ、オルガン、チェレスタ
- デヴィッド・イダルゴ（David Hidalgo）（ロス・ロボス） - アコーディオン、ギター、マンドリン、ヴァイオリン
- ドニー・ヘロン - スティール・ギター、マンドリン、トランペット、ヴァイオリン
- ジョージ・リセリ - ドラムス、パーカッション

### Mixed Voice Singers
- アマンダ・バレット（ディティ・ボップス）
- ビル・カントス
- ランディ・クレンショー
- アビー・ディウォルド（ディティ・ボップス）
- ニコール・エヴァ・エミリー（ラヴバード）
- ウォルト・ハラー
- ロバート・ジョイス

### レコーディング
- ジャック・フロスト（ボブ・ディラン） - プロデューサー
- David Bianco - レコーディング、ミキシング
- David Spreng - 追加エンジニア
- Bil Lane - アシスタント・エンジニア
- Glen Suravech - アシスタント・エンジニア
- Rich Tosti - スタジオ・サポート
- Ed Wong - スタジオ・サポート

### アートワーク
- ViusalLanguage.com - 表ジャケット・カバー
- レナード・フリード/Magnum Photos - ジャケット内側写真
- エドウィン・フォザリンハム - 裏ジャケット・カバー・イラストレーション
- ココ・シノミヤ - デザイン

## チャリティ企画
米国での売上分は食糧支援機関フィーディング・アメリカ（Feeding America）へ、米国以外での売上分はWFP国際連合世界食糧計画とイギリスのクライシス（Crisis）に寄付される。ディランは次のように述べている。「飢餓が必ず解決できる問題だということはつまり、飢えに苦しむ人々に食べ物を与え、長期的な解決策を見つけるさまざまな努力を支援するために、私たち一人ひとりができることをしなければならないということです。饑餓とホームレスと戦う慈善機関に協力できることを光栄に思います。」

## レコーディングとプロモーション
2009年5月、カリフォルニア州サンタ・モニカにあるジャクソン・ブラウン所有のグルーヴ・マスターズ・スタジオでレコーディングが行われた。前作「ビヨンド・ヒア・ライズ・ナッシン」と同じナッシュ・エジャートン監督による「マスト・ビー・サンタ」のプロモーション・ビデオが制作されている。

## チャート
| チャート（2009年）                           | 最高位 |
| -------------------------------------------- | ------ |
| オーストリア Albums Chart                    | 63     |
| ベルギー（フランデレン） Albums Chart        | 22     |
| ベルギー（ワロン） Albums Chart              | 89     |
| カナダ Albums Chart                          | 33     |
| デンマーク Albums Chart                      | 15     |
| オランダ Albums Chart                        | 34     |
| ドイツ Albums Chart                          | 37     |
| ノルウェイ Albums Chart                      | 5      |
| アイルランド Albums Chart                    | 34     |
| イタリア Albums Chart                        | 27     |
| スペイン Albums Chart                        | 54     |
| スウェーデン Albums Chart                    | 6      |
| スイス Albums Chart                          | 80     |
| 全英アルバム・チャート                       | 40     |
| 全米ビルボード200                            | 23     |
| 全米ビルボード・ホリデイ・アルバム・チャート | 1      |
| 全米ビルボード・フォーク・アルバム・チャート | 1      |
| 全米ビルボード・ロック・アルバム・チャート   | 10     |
| 日本オリコン                                 | 92     |

## リリース
日本
| 日付           | レーベル | フォーマット | カタログ番号 | 付記                                                   |
| -------------- | -------- | ------------ | ------------ | ------------------------------------------------------ |
| 2009年11月25日 | ソニー   | CD           | SICP-2477    | 初回仕様盤（三方背BOX、グリーティング・カード5枚封入） |